# 飯島彰
飯島 彰（いいじま あきら、1934年7月26日 - 2001年1月28日）は日本の実業家。トヨタ車体社長・会長を歴任した。
長野県千曲市出身。長野県屋代東高等学校、信州大学工学部卒業。トヨタ車体代表取締役社長を経て、2000年より同社会長。2001年、肝不全のため死去。

## 参考資料
- トヨタ車体(株)『モノづくりの真髄を求めて : トヨタ車体50年史』(1996.06)